# Ciara Horne
Ciara Horne (Harrow, Londres, 7 de setembre de 1989) és una ciclista britànica especialista en el ciclisme en pista. Fins a final de 2012 va tenir nacionalitat irlandesa. Actualment milita a l'equip Cervélo-Bigla.

## Palmarès
- 2014
  -  Campiona d'Europa en Persecució per equips (amb Elinor Barker, Katie Archibald i Laura Trott)
- 2015
  -  Campiona d'Europa en Persecució per equips (amb Elinor Barker, Katie Archibald, Laura Trott i Joanna Rowsell)

- -  Campiona del Regne Unit en Persecució per equips (amb Joanna Rowsell, Katie Archibald i Sarah Storey)

### Resultats a laCopa del Món
- 2013-2014
  - 1a a Guadalajara i Londres, en Persecució per equips